# Ochsenstraße
Die Ochsenstraße ist ein historischer Landweg, auf dem Schlachtochsen getrieben wurden. In Norddeutschland stammten die Schlachtochsen aus Jütland und den dänischen Inseln. Sie wurden über die Hansestadt Lübeck und dann weiter über die anderen Hansestädte an der Ostsee getrieben. Wilhelm Abel hat für die im Spätmittelalter 15.000 Einwohner der Hansestadt Lübeck errechnet, dass bei einem jährlichen Pro-Kopf-Verbrauch von etwa 100 kg Ochsenfleisch jährlich 10.0000 Ochsen verzehrt worden sein müssen (bei einem Schlachtgewicht von je rund 150 kg).
Die Ochsen stammten in Süddeutschland aus den Fürstentümern Moldau und Walachei, besonders aber aus dem Königreich Ungarn. Ausgehend vom ungarischen Donauknie bei Gran über Preßburg, Wien, St. Pölten, Enns, Schärding, Passau und Straubing mit einem Abstecher nach Regensburg und Nürnberg wurden die Ochsen getrieben; weiter ging es über Ochsenfurt und  Aschaffenburg bis in den Rheingau. Diese Strecke betrug ca. 1200 km und wurde in etwa vier Monaten bewältigt. Ähnliche Viehhandelsrouten bestanden auch Richtung Italien, z. B. nach (Venedig), wobei je nach Einkaufsort diese Viehtriebe zwischen 500 (Ausgangspunkt Plattensee) und 900 (Start in Tyrnau) km zurück legten.

## Ochsenstraße im Herzogtum Bayern
Durch Bayern führte die Ochsenstraße von Passau nach Straubing, Rinkam, Sünching und Haidenkofen und verzweigte hier nach Regensburg bzw. führte weiter über Schierling, Langquaid und Abensberg zu dem Donauübergang bei Pförring. Es wurde auch darauf verwiesen, dass die Ochsenstraße entlang von verschiedenen Burgen führte (z. B. Turmhügel Haidenkofen, Kloster Paring, Turmhügel Aunkofen, Ringwall Sinsburg, Schloss Gitting), die eine Funktion zur Überwachung dieses Handelsweges hatten.

## Geschichte des Ochsenhandels
Gegen Ende des Hochmittelalters kam durch Handelskontakte eine neue Mode nach Deutschland: Rindfleischessen wurde zum Statussymbol. Im Spätmittelalter war es jedoch schwierig, gutes Fleisch zu erhalten; das einheimische Rindfleisch stammte von alten Kühen oder Zugochsen, deren Fleisch zäh und wenig genießbar war. Zudem waren die einheimischen Rinder klein und wenig ergiebig: Ein Ochse hatte damals eine Widerristhöhe von nur einem Meter und ein Schlachtgewicht von etwa 200 kg. Um der gestiegenen Nachfrage nach gutem Ochsenfleisch nachzukommen, wurden im großen Stil Rinder aus Ungarn importiert. Dies waren imposante Steppenrinder mit Hörnern von fast einem Meter Länge und einem Schlachtgewicht von bis zu 800 kg. Diese Tiere waren sehr robust, konnten weite Strecken zurücklegen und legten bei einer Rast auch wieder schnell an Gewicht zu. Ein früher Beleg für einen Ochsentrieb ist der Bericht eines Frankfurter Gesandten vom Nürnberger Reichstag des Jahres 1358, zu welchem Kaiser Karl IV. auch viele Ochsen für die Verpflegung bestellt hatte.
Um 1570 herum wurden geschätzte 150.000 bis 200.000 Ochsen pro Jahr von Ungarn nach Westen transportiert. Und die  Nachfrage war groß: Im Evangelischen Bruderhaus zu Regensburg verspeiste beispielsweise jeder Bewohner 155 kg Fleisch pro Jahr, wobei heute der Fleischkonsum nur mehr unter 60 kg beträgt. Im Zuge der Türkenkriege änderten sich diese Transporte. Im Handel engagierten sich zunehmend Viehhändler und Metzger, deren Aktivität kaum über Oberdeutschland hinausging. Zudem begann im 17. Jahrhundert die Viehhaltung im Bayerischen Wald, sodass die jahrhundertelang organisierten Ochsentrecks nicht mehr notwendig waren. Für Regensburg wurde 1814 noch eine Auktionsanzeige für „pohlnische (sic) und ungarische Ochsen“ veröffentlicht. Ganz hörten die Trecks mit dem Aufbau des Eisenbahnnetzes Mitte des 19. Jahrhunderts auf.

## Organisation des Ochsenhandels
Der Handel wurde im Mittelalter von Großkaufleuten sowie im Norden von reichen Kaufleuten der Hanse organisiert, welche über entsprechendes Kapital und die passenden Handelsbeziehungen verfügten. Der Warenaustausch wurde im Mittelalter über ein kompliziertes Netz des Tauschhandels abgewickelt.
Ein früher Beleg für einen Ochsentrieb ist der Bericht eines Frankfurter Gesandten vom Nürnberger Reichstag des Jahres 1358, zu welchem Kaiser Karl IV. auch viele Ochsen für die Verpflegung bestellt hatte. So wurde z. B. in Frankfurt auf der Messe Wolltuche aus Flandern erworben und von dort nach Ungarn gebracht. Im Gegenzug wurden ungarische Rinderherden nach Bayern und weiter bis nach Mainz, Köln und Aachen getrieben. Das alles setzte ein länderübergreifendes Netzwerk aus Kaufleuten, Tuchlieferanten, Handwerkern, Metzgern, Handelsplätzen, Zollstellen und Treibern voraus. Der Handel versprach einen hohen Gewinn. Wie aus einem Bericht von 1422 hervorgeht, kostete ein Ochse beim Einkauf in Ungarn 3 ungarische Gulden und 54 Schilling, beim Verkauf am Rhein brachte er 7 ungarische Gulden und 66 Schilling. Von dem Gewinn mussten die Unkosten für die „Ochsenkapitäne“ und die Treiber, für Futter, Tränke und Weide sowie dem Erwerb von Zoll- und Geleitprivilegien abgezogen werden. Für einzelne Kaufleute wurden auch Freipässe ausgestellt, aufgrund derer sie keine Zölle bezahlen mussten. Diese Privilegien erhielten sie, weil sie entweder im hochadeligen Auftrag unterwegs waren oder sich diese durch Bestechung angeeignet hatten; ein Beispiel dafür ist der Treck des Reichserbkämmerer Konrad von Weinsberg im Jahre 1422.
Ein Ochsentreck umfasste 200 bis 600 Stück Vieh. Einem Ochsentreck ritt der „Ochsenkapitän“ voraus, der die Herde bei den jeweiligen Grundbesitzern ankündigte und die Erlaubnis für den Trieb durch das Land erwirkte, einschließlich der Bezahlung der Zollgebühren für Brücken und Märkte. Er kümmerte sich auch um einheimische „Wegweiser“, welche als lokale Führer fungierten. Zusätzlich wurden von Städten auch sog. „Geleite“ angeheuert, um den Unsicherheiten der damaligen Zeit zu begegnen. Als  Treiber wurden berittene Haiducken eingestellt, die sehr wehrhaft waren und Schutz vor Wegelagerern garantierten. Die Herden wurden auch von großen Hunden, sog. Bullenbeißern, bewacht, welche die Herden vor Wölfen oder Bären schützten. Entlang der Wege profitierten die Anrainer durch Bereitstellung von Rastplätzen, Trinkwasser, Viehfutter und Mannschaftsverpflegung, es etablierten sich auch Abdecker, welche für die Beseitigung von Tierkadavern zuständig waren. Die Ochsenherden legten pro Tag etwa 15 bis 20 km zurück,  sodass für die Strecke von Westungarn bis nach Regensburg etwa 30 Tage gebraucht wurden. Die Herden wurden bei 10 Stunden Treibzeit dreimal gefüttert und getränkt und brauchten mindestens eine Stunde zum Wiederkäuen. Jeder Ochse musste pro Tag auch eine Handvoll Salz bekommen, sodass für einen einmonatigen Treck mit 200 Tieren auch etwa 150 kg Salz benötigt wurden.